# Jardín (Antioquia)
Jardín es un municipio colombiano ubicado en el departamento de Antioquia. Se sitúa a 134 kilómetros de Medellín, la capital del departamento. Posee una extensión de 230 kilómetros cuadrados. Hace parte de la Red de pueblos patrimonio de Colombia.

## Historia
Según los datos arqueológicos disponibles, la época más pretérita de que se tenga noticia sería la anterior a la conquista española, cuando indicios tales como algunos sepulcros hallados alrededor de la cabecera municipal, sugieren que el territorio estaba habitado por indígenas muy probablemente Catíos de la etnia chamíes, estos últimos errantes y descendientes de los primeros, y también denominados Docatoes por haberse establecido en las partes altas del río Docató o río de la Sal por aquellas épocas.
De allí, los registros disponibles nos llevan hasta 1860, a la plena época de la Colonización Antioqueña. En medio de tal empresa colonizadora, el colono de nombre Indalecio Peláez se posesionaría de enormes territorios entre dos riachuelos conocidos como Volcanes y El Salado.
Según las Monografías de Antioquia publicadas en 1941 por la Cervecería Unión de Medellín, “acompañaron a Don Indalecio Peláez, entre otros, Raimundo y Jesús María Rojas, Juan, Antonio, José e Ignacio Ríos, Santiago, Lino, Pedro y Ceferino Colorado, Hipólito y Baltasar Arenas, Nicolás Rozo, Bonifacio Amelines y Raimundo Gil.“
Respecto del nombre de "Jardín" que ostenta este pueblo, cuentan las crónicas que cuando los fundadores llegaron, desde el llamado Alto de las Flores, poblado de sietecueros, vieron el valle por ese entonces selvático, plagado de yarumos blancos y cruzado por dos riachuelos, y exclamaron: "Esto es un Jardín".
Cuatro años después, en 1864, llega a la comarca el Señor Rector de la Universidad de Antioquia, doctor José María Gómez Ángel, ilustre sacerdote, en compañía de otros dos curas, todos los cuales estaban escapando de Medellín por causa de la persecución emprendida contra ellos por el discutido gobernante General Mosquera. Y fueron estos inspirados curas a quienes se les ocurrió fundar allí mismo un pueblo, para lo cual convencieron a los finqueros vecinos antes mencionados.  
Los hogares de esta población de Jardín están llenos de belleza, tradición y amor. Desde la erección del templo parroquial del distrito Basílica de la Inmaculada Concepción (Jardín), considerado el más hermoso entre los templos de Antioquia, de estilo semi-gótico, cuyo promotor y gestor fue el Presbítero Juan Nepomuceno Barrera,  y hasta la actualidad, Jardín ha merecido en varias ocasiones el primer lugar en los concursos departamentales sobre ornamentación y belleza. Su parque principal, como dato excepcional, es Monumento Nacional. Impresiona observar, cuando se es visitante, el carácter cívico y comprometido de sus vecinos. 
En sus comienzos, Jardín dependía del colindante y rico municipio de Andes, hasta cuando en 1871 se estableció como localidad independiente en calidad de parroquia. Y ya en 1882 Jardín fue erigido en municipio por el doctor Luciano Restrepo, presidente del entonces Estado Soberano de Antioquia.
A diferencia de algunos municipios de Antioquia, Jardín se conserva tal cual como debió haber sido hace casi 140 años por los tiempos de su fundación.

## Geografía

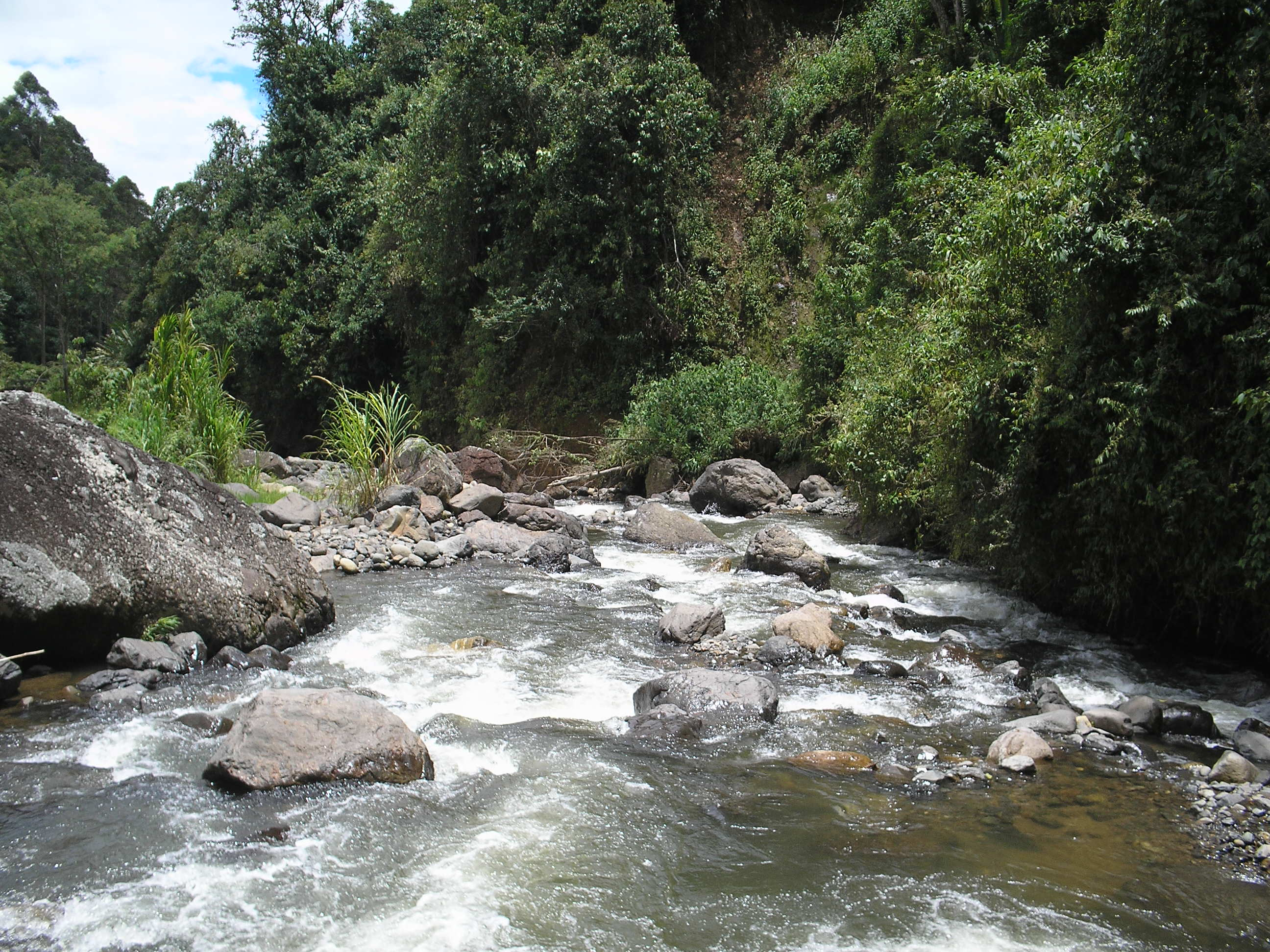
Las quebradas de La Herrera y La Bonita, al unirse, forman un balneario natural denominado Charco Corazón.

El municipio está localizado entre el Río San Juan, que es llamado Docató (Río de sal) por los indígenas, y un ramal de la cordillera occidental, siendo muy quebrado su territorio.
De acuerdo a la ordenanza departamental, el territorio bajo el cual tiene jurisdicción el municipio de Jardín es el siguiente:
"Desde la desembocadura de la quebrada San Bartolo en el río San Juan y por este arriba hasta su nacimiento. De aquí por la cordillera divisoria con el departamento de Caldas hasta el cerro Caramanta. De aquí por la cordillera de Cartama, limitando con los municipios de Caramanta, Támesis y Jericó, hasta el cerro de Pascua. De aquí, limitando con el municipio de Andes, hasta el morro de Contrafuerte donde nace la quebrada San Bartolo. Y por toda esta hasta su confluencia con el río San Juan, punto de partida". Esta ubicación permite que Jardín posea accidentes orográficos desde 1.500 hasta 3.000 metros de altitud, entre los cuales se destacan el Alto Ventanas, el Alto de la Venada, Santa Ana, Nudillales, Pantanillo y Contrafuerte.
Debido a su topografía presenta tres pisos térmicos que son páramo, templado y cálido, siendo el clima templado el predominante en la región. El clima del municipio está definido por la influencia de las corrientes de agua fría de los farallones del Citará y de las corrientes cálidas provenientes del curso bajo y medio del río San Juan. Entre otros, el municipio está bañado por los ríos San Juan, Claro y Dojurgo.
Jardín se identifica por su exuberante vegetación, la abundancia de ríos y quebradas y su topografía montañosa.

## Generalidades
- Fundación: El 23 de mayo de 1863
- Erección en municipio: 1882

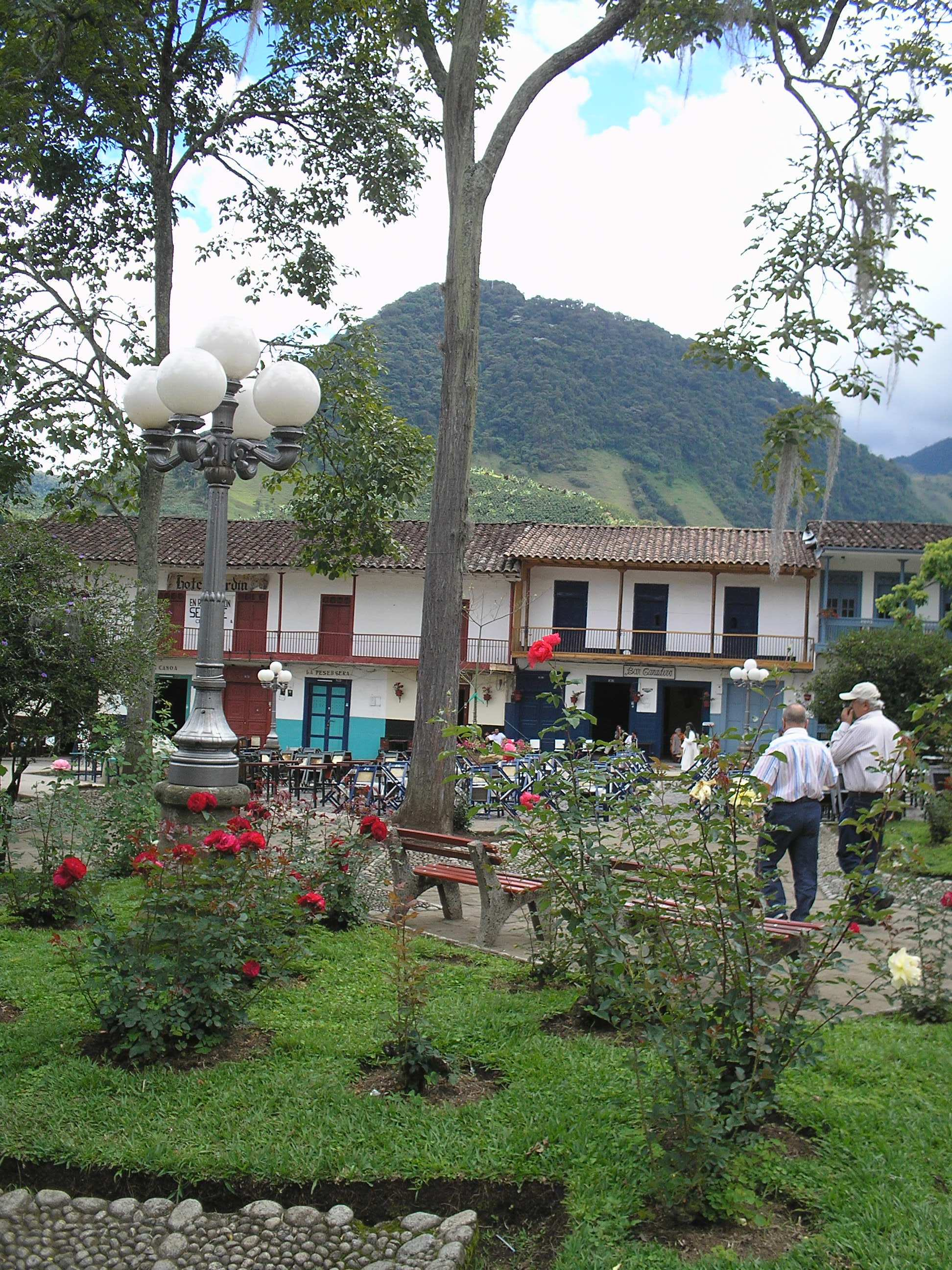
Parque principal de Jardín.

- Fundadores: Hermogenes Indalecio Álvaro Peláez Velásquez, Nepomuceno Giraldo y José María Gómez Ángel
- Apelativos: Pueblo más Bonito de Antioquia, Ciudad de los muchos cerros y Monumento Nacional.

El municipio posee dos cables aéreos, uno artesanal y otro con plenas especificaciones tecnológicas. Uno y otro son empleados como medio de transporte para los campesinos de las veredas cercanas a sus terminales rurales, pero, muy especialmente como medio de esparcimiento para los miles de turistas que visitan la localidad.
La población está comunicada por buenas carreteras con los municipios antioqueños de Andes, Jericó y Támesis; y con el municipio de Riosucio, Caldas.

## División Político-Administrativa
Aparte de su Cabecera municipal. Jardín está compuesto por las siguientes veredas:
Santa Gertrudis, Alto del Indio, La Mesenia, La Floresta, Macanas, Gibraltar, La Arboleda, Río Claro, Verdún, San Bartolo, La Casiana, Morro amarillo, La Linda, La Selva, La Salada, Quebrada Bonita, Serranías, La Herrera, El Tapado, Resguardo Indígena Embera Chami Karmatarua (Cristiania).

## Demografía
Población Total: 14 518 hab. (2018)
- Población Urbana: 7.659
- Población Rural: 6.859

Alfabetismo: 87,8% (2005)
- Zona urbana: 92,0%
- Zona rural: 83,7%

7.000 son mujeres y 7.000 hombres

### Etnografía
Según los datos presentados por el DANE en el censo de 2005, la composición étnica del municipio es: 
- Blancos & mestizos (89,3%)
- Indígenas americanos (10,0%)
- Negros o mulatos (0,7%)

## Estructura político-administrativa
Jardín está regido por un sistema democrático basado en los procesos de descentralización administrativa generados a partir de la proclamación de la Constitución Política de Colombia de 1991. A la ciudad la gobiernan un alcalde y un concejo municipal. Hay, además, Juzgado Promiscuo municipal, Fiscalía Local, Notaría, Registraduría del Estado Civil y otras oficinas públicas
El alcalde de Jardín es el jefe de Gobierno y de la administración municipal, representando legal, judicial y extrajudicialmente al municipio. Es un cargo elegido por voto popular para un periodo de cuatro años, que en la actualidad es ejercido por Claudia Janeth Naranjo Agudelo ( primera alcaldesa por elección popular). 
Entre sus funciones principales está la administración de los recursos propios de la municipalidad, velar por el bienestar y los intereses de sus conciudadanos y representarlos ante el gobierno nacional, además de impulsar políticas locales para mejorar su calidad de vida, tales como programas de salud, vivienda, educación e infraestructura vial y mantener el orden público.
El Concejo municipal de Jardín es una corporación pública de elección popular, compuesta por 11 ediles de diferentes tendencias políticas, elegidos democráticamente para un período de cuatro años. El concejo es la entidad legislativa del municipio emite acuerdos de obligatorio cumplimiento en su jurisdicción territorial. Entre sus funciones está aprobar los proyectos del alcalde, dictar las normas orgánicas del presupuesto y expedir anualmente el presupuesto de rentas y Gastos.
Para administrar el municipio, la Alcaldía cuenta con 3 secretarías, 3 subsecretarías y comisaría de familia, además de 3 entidades descentralizadas.
| Secretarías - Secretaría de Gobierno y Desarrollo Social - Secretaría de Hacienda y Desarrollo Económico - Secretaría de Planeación y Desarrollo Territorial - Secretaría de Salud y Protección Social Subsecretarías - Subsecretaría de Obras Públicas - Subsecretaría de Convivencia y Movilidad - Subsecretaría de Medio Ambiente y Desarrollo Rural - Comisaría de Familia |

Básicamente, la función de Subsecretaría de Medio Ambiente y Desarrollo Rural es prestar el Servicio de Asistencia Técnica Agropecuaria al pequeño productor rural y promover el desarrollo Agrícola, Pecuario y Forestal del Municipio de Jardín.

### Límites municipales
Limita por el norte con los municipios de Andes, Jericó y Támesis; por el este con el mismo municipio de Támesis; por el sur con Riosucio, Caldas; y por el oeste nuevamente con Andes.

## Economía
- Agricultura: Café, Plátano, Cacao, Caña, Banano, Lulo, Fríjol, Aguacate.
- Ganadería: Ganado Vacuno
- Turismo.
- Piscicultura: Explotación Intensiva y Tradicional de Trucha
- Artesanías: son tradicionales las fabricadas por las monjas. De la cabuya se ofrecen productos como bolsos y sombreros, y pueden verse en las ventas surtidos de collares de chaquira. También el turista verá colchas y edredones de retazos, cosidas a mano. Además, en el pueblo siempre ha habido artículos varios en cerámica.

El turismo es en esta ciudad una fuente de ingresos básica. Jardín oferta más de cuarenta empresas hoteleras.

## Fiestas
- Concurso nacional Jardín de Oro Tríos de música andina Colombiana.
- Fiestas de la Rosa, que se celebran en el mes de mayo.
- Fiestas patronales de la Inmaculada Concepción, primera semana de diciembre.
- Semana Santa, sin fecha fija en marzo o abril.
- Feria del Arte, primer puente de junio.
- Festival de Cine de Jardín, segundo fin de semana de septiembre

## Sitios de interés

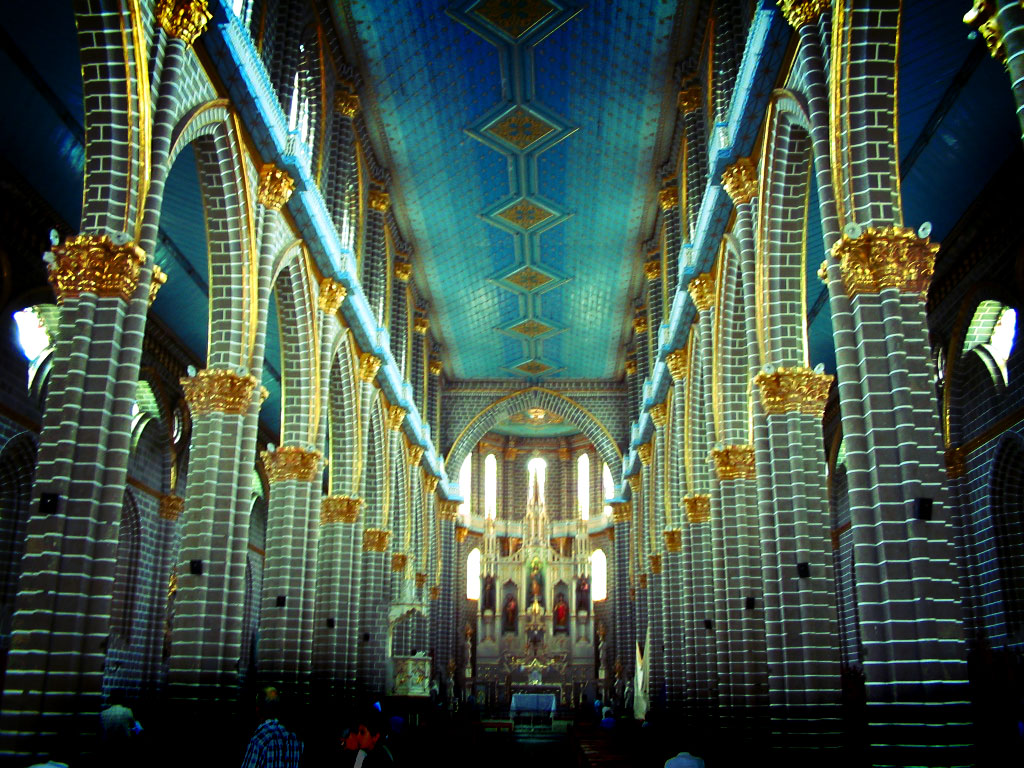
Interior de la Basílica Menor de la Inmaculada Concepción.

- El pueblo en sí mismo, la localidad de Jardín. A diferencia de las ciudades que se van destruyendo para dar paso "al progreso arquitectónico", está prácticamente igual a lo que debió ser hace cien años. La arquitectura y los balcones de Jardín son un atractivo por sí mismos,
- Mención especial merece el templo principal Basílica de la Inmaculada Concepción (Jardín) que es Monumento Nacional desde 1980 construido con planos del italiano Giovanni Buscaglione.
- El parque Principal de Jardín, es uno de los sitios más concurridos por sus fondas, y lugares de reunión. Esta plaza fue declarada Monumento Nacional en 1985. Está empedrado con rocas del río Tapartó

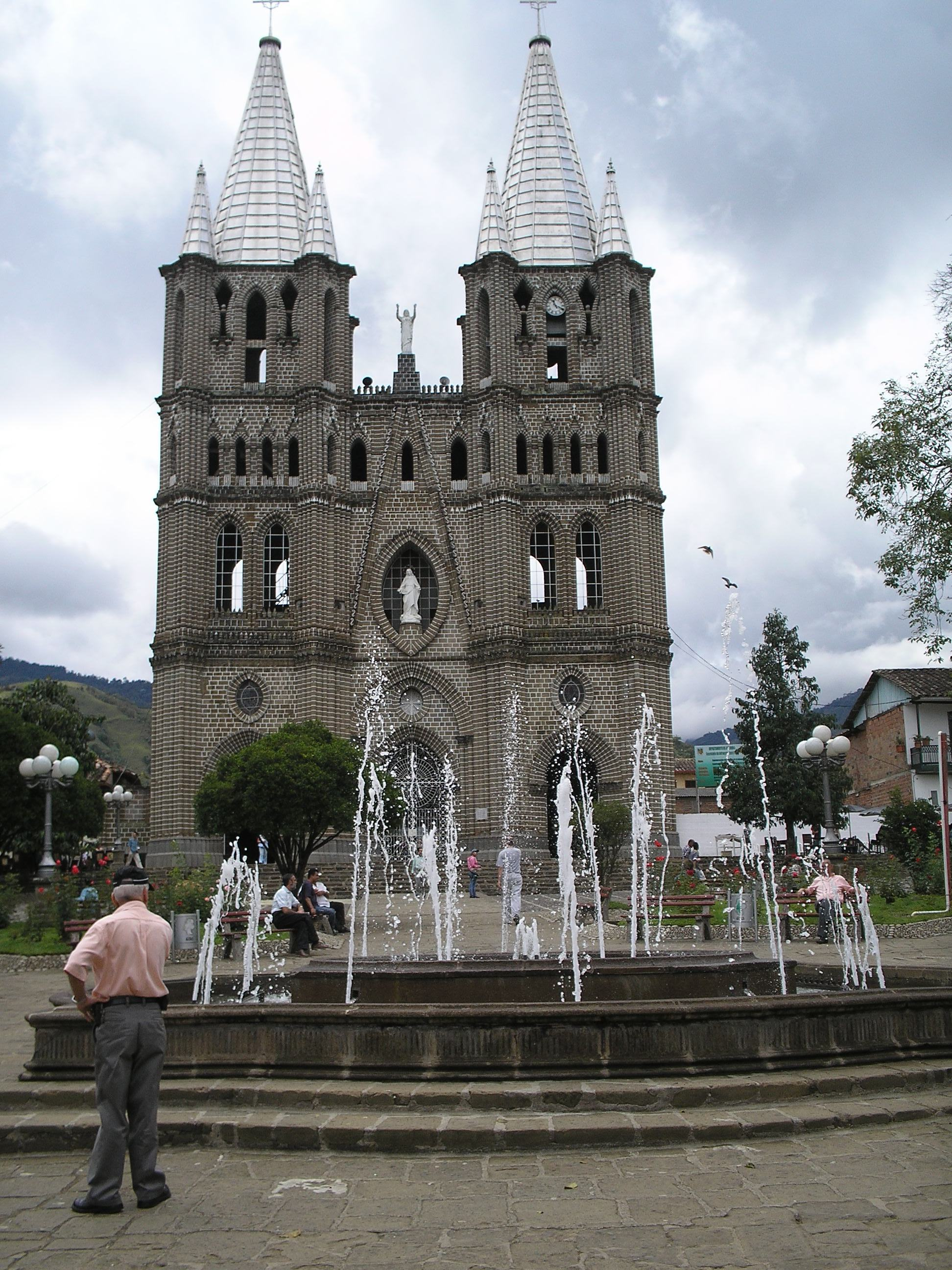
Exterior de la Basílica Menor.

- Alto de las Flores, posee una esplendorosa vista
- Las Trucheras, ya mencionadas
- La Garrucha y el Charco Corazón
- Cueva del Esplendor, a la cual se llega recorriendo 10 kilómetros de camino por entre bosques.
- Casa Museo de la Cultura "César Moisés Rojas Peláez", en el marco oriental de la plaza. Esta joya de la arquitectura colonial americana se levantó en 1880 y se abrió al turista como museo hace algunos años cuando esto se escribe en 2006. Cuenta con un bello mural del maestro Bernardo "el Zurdo" Sánchez, en el que se resume la historia del municipio
- Capilla de Santa Gertrudis en la vereda del mismo nombre, una de las capillas doctrineras más antiguas de Antioquia
- Hospital y el Centro de Bienestar del Anciano "Santa Ana"
- Museo de Antigüedades de Rosalía Peláez
- Molienda Turística
- Charcos: “Charcos del Corazón, en La Herrera. Preguntar por otros charcos a los vecinos
- Morro Amarillo, donde hay un cementerio indígena.

Patrimonio histórico cultural y artístico:
- El pueblo posee muchas casas con la arquitectura intacta de la tradición popular antigua, con lindas fachadas adornadas con macetas de flores al mejor estilo paisa.
- Como valor histórico, Jardín tiene caminos de herradura que conducen a las localidades de La Herrera y La Linda, construidas en 1858 y que conservan también todos sus rasgos originales
- Cristianía: Vereda muy famosa y obligada en un viaje a Jardín, donde todavía habita una comunidad indígena de la familia Docató. También habita hoy día en ese lugar la comunidad indígena Emberá - Chamí
- 7 puentes artesanales de madera y ladrillo situados en diferentes veredas.
- Sistema de transporte por cable aéreo.